# Aphleboderrhis pilosa
Aphleboderrhis pilosa är en insektsart som beskrevs av Carl Stål 1860. Aphleboderrhis pilosa ingår i släktet Aphleboderrhis och familjen barkskinnbaggar. Inga underarter finns listade i Catalogue of Life.